# MSP (polityka)
MSP (ang. Member of the Scottish Parliament, gael. Ball Pàrlamaid na h-Alba (BPA)) - skrót dopisywany w Wielkiej Brytanii przy nazwiskach polityków będących członkami Szkockiego Parlamentu.